# ラッタ (ヤマロ・ネネツ自治管区)
ラッタ (ロシア語: Ратта)とは、ロシア連邦ヤマロ・ネネツ自治管区クラスノセリクプ地区ラッタ農村居住区域にある村。人口は171人（2017年）。